# 차한

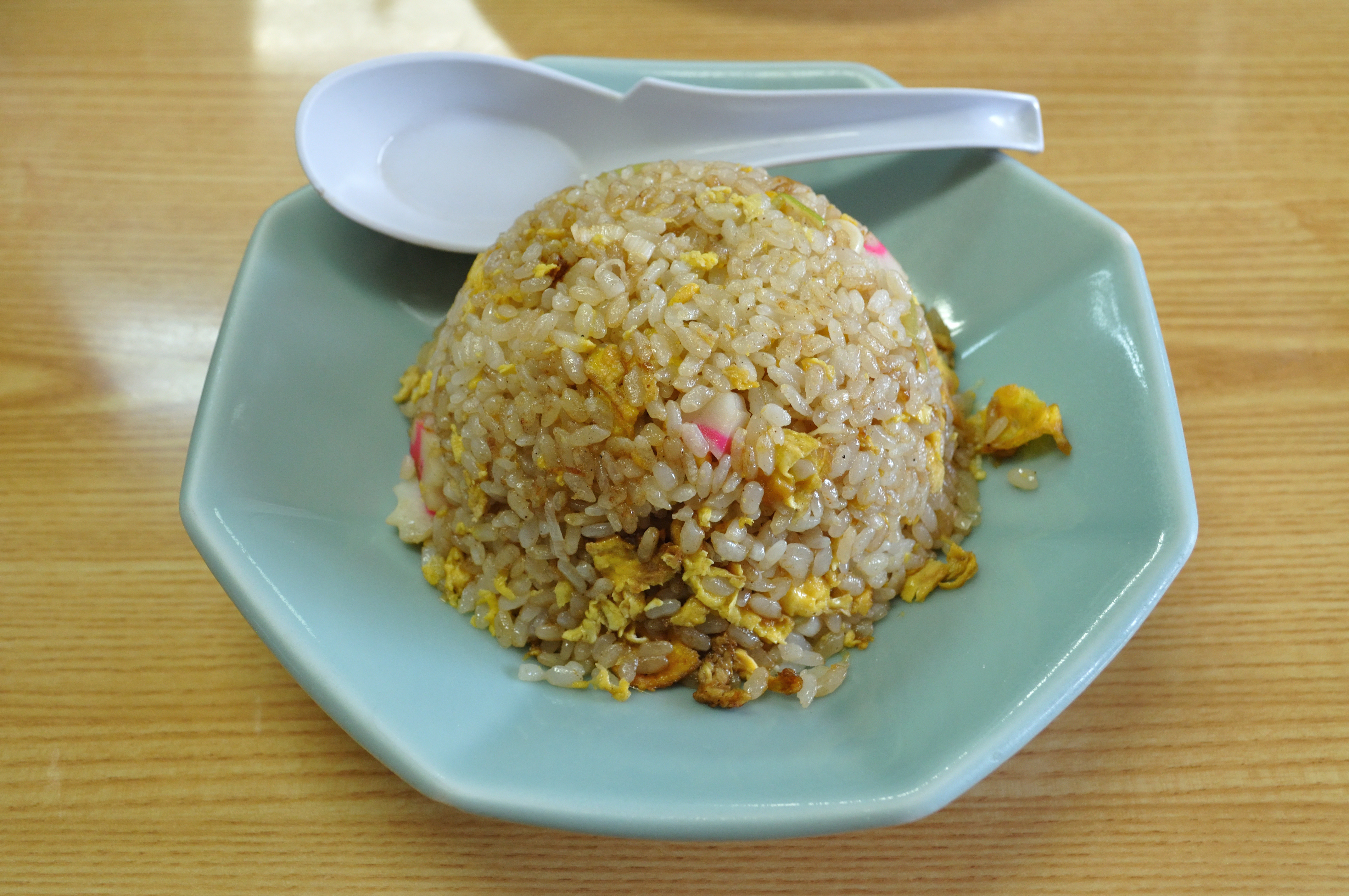
차한

차한(일본어: チャーハン)은 밥을 다양한 재료와 함께 기름으로 볶은 일본식 중화 볶음밥이다.

## 같이 보기
- 일본 요리